# Giovanni Battista Gallini
Giovanni Battista Matteo Gallini (Voghera, 21 febbraio 1788 – Torino, 20 dicembre 1848) è stato un imprenditore e politico italiano.
Laureatosi in Giurisprudenza, si dedicò all'industria. Essendo sindaco del suo paese natale dal 1822 al 1831, fu riformatore degli studi a Voghera nel 1819 e l'anno successivo assessore della riforma per lo stesso comune. Membro del Consiglio generale dell'Amministrazione del debito pubblico nel 1820) e Consigliere di Stato straordinario annuale nel 1847, il 14 ottobre 1848 venne nominato senatore del Regno di Sardegna, dopo appena due mesi morì il 20 dicembre.